# Campiglossa igori
Campiglossa igori är en tvåvingeart som beskrevs av Valery Korneyev 1990. Campiglossa igori ingår i släktet Campiglossa och familjen borrflugor. Inga underarter finns listade.